# Hans Knauth (SA-Mitglied)
Johann „Hans“ Knauth (* 2. Mai 1892 in Bamberg; † 2. Februar 1935) war ein deutscher paramilitärischer Aktivist. Er wurde vor allem bekannt als Angeklagter in einem der auf den Hitlerputsch vom November 1923 folgenden Prozesse.

## Leben
Knauth war ein Sohn des Karl Knauth und seiner Ehefrau Katharina geborene Baader. Von 1914 bis 1918 nahm Knauth am Ersten Weltkrieg teil. Bei Kriegsende schied er im Rang eines Leutnants aus.
Nach dem Krieg arbeitete Knauth als Bankangestellter.
Im Jahr 1923 übernahm Knauth die Führung des 3. Bataillons des SA-Regiments München. Neben dem Kommandeur des SA-Regiments, Wilhelm Brückner, und den Führern der anderen beiden Bataillone des Regiments, Edmund Heines und Karl Beggel war er damit einer der vier höchsten SA-Führer Münchens im Jahr 1923. In seiner Funktion unterstanden ihm damals etwa 600 Mann.

### Beteiligung am Hitlerputsch (November 1923)
In seiner Stellung als Führer des 3. Bataillons des Münchener SA-Regiments nahm Knauth am 8. und 9. November 1923 am Hitlerputsch teil, durch den die NSDAP und verschiedene paramilitärische Organisationen versuchten, den bestehenden Staat gewaltsam umzustürzen und durch eine nationale Diktatur zu ersetzen.
Aus diesem Anlass versammelte Knauth das von ihm geführte SA-Bataillon am Abend des 8. November 1923 im Amberger Hof in München und führte es anschließend zu einer Massenversammlung im Löwenbräukeller. Nachdem dort bekannt gegeben wurde, im Bürgerbräukeller sei die amtierende Regierung abgesetzt worden und eine neue national eingestellte Regierung unter Führung von Hitler und Ludendorff sei ausgerufen worden, führte Knauth sein Bataillon zum Bürgerbräukeller. Unterwegs erhielten die Männer Gewehre aus geheimen Waffenverstecken und später Munition.
Am Morgen des 9. November 1923, gegen 8.30 Uhr erhielt Knauth von Hitler den Befehl, zwei Lastwagen und eine Gruppe bewaffneter Männer zu nehmen und sich zu den Druckereien Parcus und Mühlthaler zu begeben. Dort sollten er und seine Helfer das Papiergeld, das dort für die Regierung gedruckt wurde, fortnehmen und in den Bürgerbräukeller bringen. Die Führung der Putschisten wollte mit dem Geld die Besoldung ihrer neu aufgestellten militärischen Truppen finanzieren.
Knauth ließ die Geldwegnahme und -verladung in der Druckerei Parcus überwachen. Die Höhe der Summe dort von Knauth entwendeten Geldsummen ist nicht gesichert. In der Druckerei Mühlthaler nahmen seine Leute dem späteren Gerichtsurteil zufolge 12000 Billionen Mark in Papierscheinen weg und verluden diese auf Lastautos. Der spätere bayerische Ministerpräsident Hoegner behauptete später, dass insgesamt „28.000 Billionen Papiermark“ von Knauth entwendet worden seien. Der Historiker Dornberg beziffert die Summe der von Knauths Leuten entwendeten Banknoten sogar (in der englischen Zahlennomenklatur) mit „quadrillions of marks“.
Nach der erfolgreichen Beschlagnahme des Geldes und dem Transport in den Bürgerbräukeller übergab er es dort an Heinz Pernet, der das Geld an die dort versammelten Angehörigen des Kampfbundes verteilte.
Gegen 10.00 Uhr morgens übernahm Knauth mit seinem Bataillon auf Befehl von Hermann Göring die Absperrung der Wittelsbacherbrücke am rechten Isarufer. Nachdem er erkannt hatte, dass das Umsturzunternehmen gescheitert war, befahl er seinen Männern den Rückzug.

### Angeklagter im kleinen Hitler-Prozess (1924)
Im April 1924 war Knauth Angeklagter in einem der nachgeordneten Verfahren, die im Frühjahr 1924 nach dem Abschluss des „Hitler-Prozesses“ vor Münchener Gerichten abgehalten wurden. Am 15. April 1924 verurteilte das Volksgericht für den Landgerichtsbezirk München I Knauth wegen Beihilfe zum Hochverrat zu einer Festungsstrafe von fünfzehn Monaten und einer Geldstrafe von 20 Goldmark.
Das Gericht hielt es für erwiesen, dass Knauth beabsichtigt habe, das von anderen als Haupttätern initiierte Hochverratsunternehmen durch seine Handlungen am 8. und 9. November 1923 zu fördern und auch tatsächlich gefördert habe. Denn, so das Gericht, die von Knauth geleistete Bereitstellung seiner Männer für das Unternehmen und ihre Bewaffnung sowie die von ihm durchgeführte Beschlagnahme von Devisen für die neue Regierung in den Münchener Reichsbankdruckereien zur Besoldung der den Putsch tragenden Truppen, sei geeignet gewesen, das Erreichen der Ziele der Haupttäter des Putsches zu fördern, was auch nach dessen eigenem Geständnis dem Willen von Knauth entsprochen habe. Knauth gab in dem Prozess auch zu, dass er einen militärischen Marsch nach Berlin zum Zwecke der Stützung und Befestigung der neuen nationalen Regierung Hitler-Ludendorff gedacht und zu diesem Zweck sein Bataillon in den Bürgerbräukeller geführt und bewaffnet habe. Knauth hätte nach Überzeugung des Gerichts das hochverräterische Unternehmen durch seine Taten zu fördern beabsichtigt und auch gefördert, da die Bereitstellung bewaffneter Männer und die Herbeischaffung von Geld geeignet gewesen sei den Haupttätern die Erreichung des angestrebten Erfolges zu erleichtern. Deshalb wurde er wegen eines Verbrechens nach §§ 81, 82 und 49 Reichsstrafgesetzbuches für schuldig befunden und verurteilt.
Das Gericht gestand ihm jedoch zu, aus edlen Beweggründen – nämlich um der „Not“ des Volkes abzuhelfen – und aus der Überzeugung, dass das Reich nur durch den Weg des gewaltsamen Umsturzes vor einem Zusammenbruch gerettet werden könne, gehandelt zu haben, was als mildernde Umstände gebilligt wurde. Demzufolge erschien ein Strafmaß von fünfzehn Monaten und eine Festungsstrafe (anstatt Gefängnis) als Strafform für angemessen, zudem wurde Knauth Bewährungsfrist zugestanden.

### Späteres Leben
Vom 1. Juli 1930 bis zu seinem Tod war Knauth erneut Mitglied der NSDAP (Mitgliedsnummer 285.992).

## Archivarische Überlieferung
Eine Kopie des Urteils gegen Knauth vom April 1924 wird in der Akte R 3003/708 des Bundesarchivs-Berlin aufbewahrt. Die Akte kann über die invenio-Datenbank des Bundesarchivs online eingesehen werden.